# Güesa – Gorza
Güesa – Gorza település Spanyolországban, Navarra autonóm közösségben. Güesa – Gorza Sarriés – Sartze, Gallués–Galoze és Vidángoz – Bidankoze községekkel határos. Lakosainak száma 35 fő (2024).

## Népesség
A település népessége az elmúlt években az alábbi módon változott:
| Lakosok száma | 75   | 66   | 64   | 54   | 51   | 45   | 43   | 38   | 34   | 35   |
|               | 2001 | 2004 | 2006 | 2009 | 2011 | 2014 | 2016 | 2019 | 2021 | 2024 |